# Malcoha ventre-roig
El malcoha ventre-roig (Phaenicophaeus sumatranus) és una espècie d'ocell de la família dels cucúlids (Cuculidae) que habita selves i malglars de la Península Malaia, Sumatra i Borneo.